# Раякоски
Раякоски (фин. Rajakoski, норв. Grensefoss — «пограничный порог», «пограничный водопад») — посёлок в Печенгском районе Мурманской области. Находится в непосредственной близости к границе — по ту сторону водохранилища Раякосской ГЭС находится уже норвежская территория. В посёлке находится гидроэлектростанция Раякоски ГЭС.

## География
Включён в перечень населённых пунктов Мурманской области, подверженных угрозе лесных пожаров. Расположен за Полярным кругом.
Долина этой реки — это стык трёх государственных границ. Паз отделяет Россию на крайнем северо-западе от Финляндии и Норвегии. Уникальна флора и фауна этого места. Здесь находятся самые северные в Европе сосновые леса. Это охраняемая природная территория для всех трёх государств. Своё начало река Паз берёт в финском озере Инариярви, длина которого около 80 км, а ширина — 50 км, в него впадает множество рек, а вытекает лишь одна.
Неподалёку от Раякоски располагается холм Муоткавара, на вершине которого находится бетонный монумент (установлен в 1945 году), посвященный точке соединения границ СССР (впоследствии — Россия), Финляндии (грань с надписью «Suomi») и Норвегии (грань с надписью «Norge»). В этой точке также встречаются три разных часовых пояса.

## История
C 1920 до 1944 г. территория современного расположения поселка принадлежала Финляндии. В 1944 году было заключено соглашение о перемирии между СССР и Великобританией с одной стороны и Финляндией с другой, по которому данная территория отошла СССР.
История посёлка Раякоски началась с 1955 года, благодаря строительству каскада ГЭС  на реке Паз. Финская фирма «Иматран Войма», проектировавшая по контракту с Министерством энергетики СССР, мощности гидроэлектростанций, спроектировала и построила посёлок Янискоски и часть посёлка Раякоски с клубом и первым зданием школы.
В долине реки Паз издавна проживали финские саамы. На месте, расположенном в нескольких километрах от Раякоски у пограничной заставы, с 1920 по 1944 г. существовал финский посёлок Наутси. В 2009 году в Наутси археологи обнаружили концлагерь для советских военнопленных (один из 10, созданных в этом регионе). Из земли подняли останки более чем 300 солдат и командиров Красной армии, только в 113 случаях удалось установить личности погибших. Бойцов перезахоронили в братской могиле в Долине Славы .
На этом месте одним из старейших жителей посёлка Валерием Александровичем Долотовым (работал на Каскаде Пазских ГЭС с 1962 по 2009 год) также были обнаружены предметы быта: гвозди, подковы (выкованные вручную), старинная печь с узорами ручной работы, даже необычная маска, вырезанная из дерева, старинные монеты. Самая старая из них датируется 1807 г. 

## Население
| 2002 | 2010 |
| ---- | ---- |
| 391  | ↘238 |

Численность населения, проживающего на территории населённого пункта, по данным Всероссийской переписи населения 2010 года составляет 238 человек, из них 128 мужчин (53,8 %) и 110 женщин (46,2 %).

## Строения
Посёлок делится на две части:

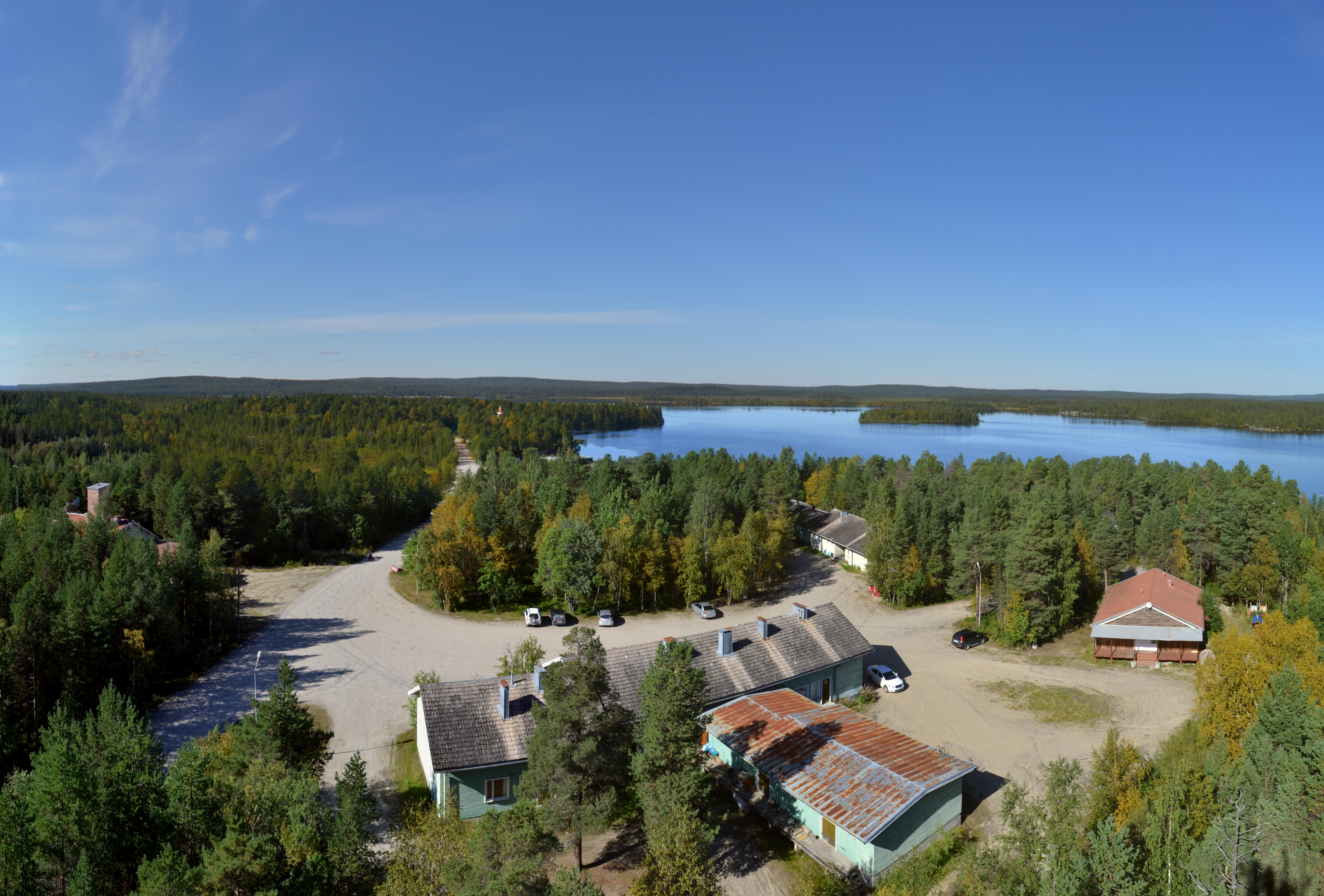
Центральная площадь

- «Финский посёлок» — жилые дома, котельная и некоторые другие здания, построенные финскими строителями по договору с СССР в 1956—1957 для работников Раякосской ГЭС.
- «Норвежский посёлок»: в 1960-е годы, при строительстве Хевоскосской ГЭС, было решено не закладывать новый посёлок, а добавить на площадке посёлка Раякоски новые строения. Данный «норвежский посёлок» представляет собой четырёхквартирные жилые дома с электрическим отоплением и школу, выстроенную в «норвежском» стиле (рассчитана на 150 учащихся, реальное количество учащихся — 26 человек).

## Учреждения

### Инфраструктура
В посёлке есть медпункт , клуб, магазин и гостиница на 8 мест. Поселок обслуживает почтовое отделение №184421 в пгт Никель. Раз в неделю курсирует автобус Раякоски — Никель. С 1956 года в поселке действует школа (МБОУ СОШ № 11): до 1962 работала только, как начальная, после была преобразована в восьмилетнюю, а в 1989 была реорганизована в среднюю . В 2023 году в поселке планируется организовать добровольную пожарную дружину . 

### Другие
- Раякосская ГЭС
- Экологический центр заповедника «Пасвик»

## Культура
С 1994 года ежегодно из Раякоски стартует 12-километровая «Лыжня дружбы». Трасса проходит сразу по трем государствам – России, Финляндии и Норвегии (протяженность маршрута составляет 12,5 км: 6,5 — по территории России, 5 км - по Норвегии и 1 км — по Финляндии). Стиль — свободный, время – не ограничено, выйти на лыжню могут участники любого возраста и уровня подготовки. 

## Транспорт
По вторникам и субботам из села ездит маршрутка №218 до Никеля. Отправление из Раякоски в 8 утра, из Никеля - в 20 вечера. 